# Вежбово (Нідзицький повіт)
Вежбово (пол. Wierzbowo, нім. Wiersbau) — село в Польщі, у гміні Козлово Нідзицького повіту Вармінсько-Мазурського воєводства.
Населення — 82 особи (2011).
У 1975-1998 роках село належало до Ольштинського воєводства.

## Демографія
Демографічна структура станом на 31 березня 2011 року:
|          | Загалом | Допрацездатний вік | Працездатний вік | Постпрацездатний вік |
| -------- | ------- | ------------------ | ---------------- | -------------------- |
| Чоловіки | 38      | 6                  | 30               | 2                    |
| Жінки    | 44      | 10                 | 21               | 13                   |
| Разом    | 82      | 16                 | 51               | 15                   |